# Vivy
Vivy és un municipi francès situat al departament de Maine i Loira i a la regió de País del Loira. L'any 2007 tenia 2.194 habitants.

## Demografia

### Població
El 2007 la població de fet de Vivy era de 2.194 persones. Hi havia 837 famílies de les quals 193 eren unipersonals (89 homes vivint sols i 104 dones vivint soles), 296 parelles sense fills, 296 parelles amb fills i 52 famílies monoparentals amb fills.
La població ha evolucionat segons el següent gràfic:
Habitants censats

### Habitatges
El 2007 hi havia 895 habitatges, 837 eren l'habitatge principal de la família, 8 eren segones residències i 50 estaven desocupats. 817 eren cases i 71 eren apartaments. Dels 837 habitatges principals, 579 estaven ocupats pels seus propietaris, 250 estaven llogats i ocupats pels llogaters i 8 estaven cedits a títol gratuït; 11 tenien una cambra, 48 en tenien dues, 111 en tenien tres, 228 en tenien quatre i 439 en tenien cinc o més. 679 habitatges disposaven pel capbaix d'una plaça de pàrquing. A 345 habitatges hi havia un automòbil i a 430 n'hi havia dos o més.

### Piràmide de població
La piràmide de població per edats i sexe el 2009 era:
| Homes | Edats   | Dones |
| ----- | ------- | ----- |
| 0     | 95 o +  | 3     |
| 1     | 90 a 94 | 7     |
| 9     | 85 a 89 | 18    |
| 8     | 80 a 84 | 4     |
| 39    | 75 a 79 | 28    |
| 31    | 70 a 74 | 35    |
| 42    | 65 a 69 | 53    |
| 45    | 60 a 64 | 54    |
| 66    | 55 a 59 | 52    |
| 54    | 50 a 54 | 73    |
| 70    | 45 a 49 | 73    |
| 54    | 40 a 44 | 41    |
| 85    | 35 a 39 | 72    |
| 74    | 30 a 34 | 69    |
| 61    | 25 a 29 | 60    |
| 51    | 20 a 24 | 33    |
| 99    | 15 a 19 | 87    |
| 52    | 10 a 14 | 63    |
| 78    | 5 a 9   | 64    |
| 61    | 0 a 4   | 52    |

## Economia
El 2007 la població en edat de treballar era de 1.372 persones, 979 eren actives i 393 eren inactives. De les 979 persones actives 897 estaven ocupades (496 homes i 401 dones) i 82 estaven aturades (37 homes i 45 dones). De les 393 persones inactives 153 estaven jubilades, 102 estaven estudiant i 138 estaven classificades com a «altres inactius».

### Ingressos
El 2009 a Vivy hi havia 890 unitats fiscals que integraven 2.299 persones, la mediana anual d'ingressos fiscals per persona era de 15.425 €.

### Activitats econòmiques
Dels 92 establiments que hi havia el 2007, 1 era d'una empresa extractiva, 1 d'una empresa alimentària, 1 d'una empresa de fabricació d'elements pel transport, 6 d'empreses de fabricació d'altres productes industrials, 15 d'empreses de construcció, 28 d'empreses de comerç i reparació d'automòbils, 5 d'empreses de transport, 4 d'empreses d'hostatgeria i restauració, 3 d'empreses financeres, 6 d'empreses immobiliàries, 7 d'empreses de serveis, 7 d'entitats de l'administració pública i 8 d'empreses classificades com a «altres activitats de serveis».
Dels 29 establiments de servei als particulars que hi havia el 2009, 1 era una oficina de correu, 4 tallers de reparació d'automòbils i de material agrícola, 1 autoescola, 3 paletes, 7 guixaires pintors, 1 fusteria, 2 lampisteries, 2 electricistes, 5 perruqueries, 2 restaurants i 1 agència immobiliària.
Dels 3 establiments comercials que hi havia el 2009, 1 era una botiga de menys de 120 m², 1 una fleca i 1 una carnisseria.
L'any 2000 a Vivy hi havia 69 explotacions agrícoles que ocupaven un total de 1.368 hectàrees.

## Equipaments sanitaris i escolars
El 2009 hi havia 1 farmàcia i 1 ambulància.
El 2009 hi havia 2 escoles elementals.

## Poblacions més properes
El següent diagrama mostra les poblacions més properes.